# Fochabers
Fochabers (gaélique écossais : Fachabair ou gaélique écossais : Fothabair) est un village dans la paroisse de Bellie, en Moray, Écosse, situé sur la rive est du Spey. Le village est la base de la compagnie familiale Baxters, manufacture alimentaire. Fochabers est souvent citée dans les nouvelles de trafic routier de l'émission de Ken Bruce sur la BBC Radio 2.
Le nom Fochabers peut venir du gaélique feith signifiant marais, et d'aber signifiant embouchure.

## Histoire
Le village doit son existence à Alexandre Gordon (1743-1827). À la fin du XVIIIe siècle, lors des Lumières écossaises, il était courant pour les propriétaires de fonder de nouveaux villages et villes. Ils peuvent se trouver à travers toute l'Écosse, reconnaissable à leurs larges rues droites, les dispositions très rectangulaires, la place centrale et les maisons construites avec leur élévation principale parallèle à la rue. Les locataires bénéficient ainsi de maisons plus spacieuses, et le Duc bénéficie de ne pas avoir la populace qui vit dans des taudis à la porte du château de Gordon. Fochabers est ainsi fondée en 1776, et est un des meilleurs exemples de village planifié. C'est une zone de préservation, avec la plupart des bâtiments de la High Street listés comme étant d'intérêt historique ou architectural.

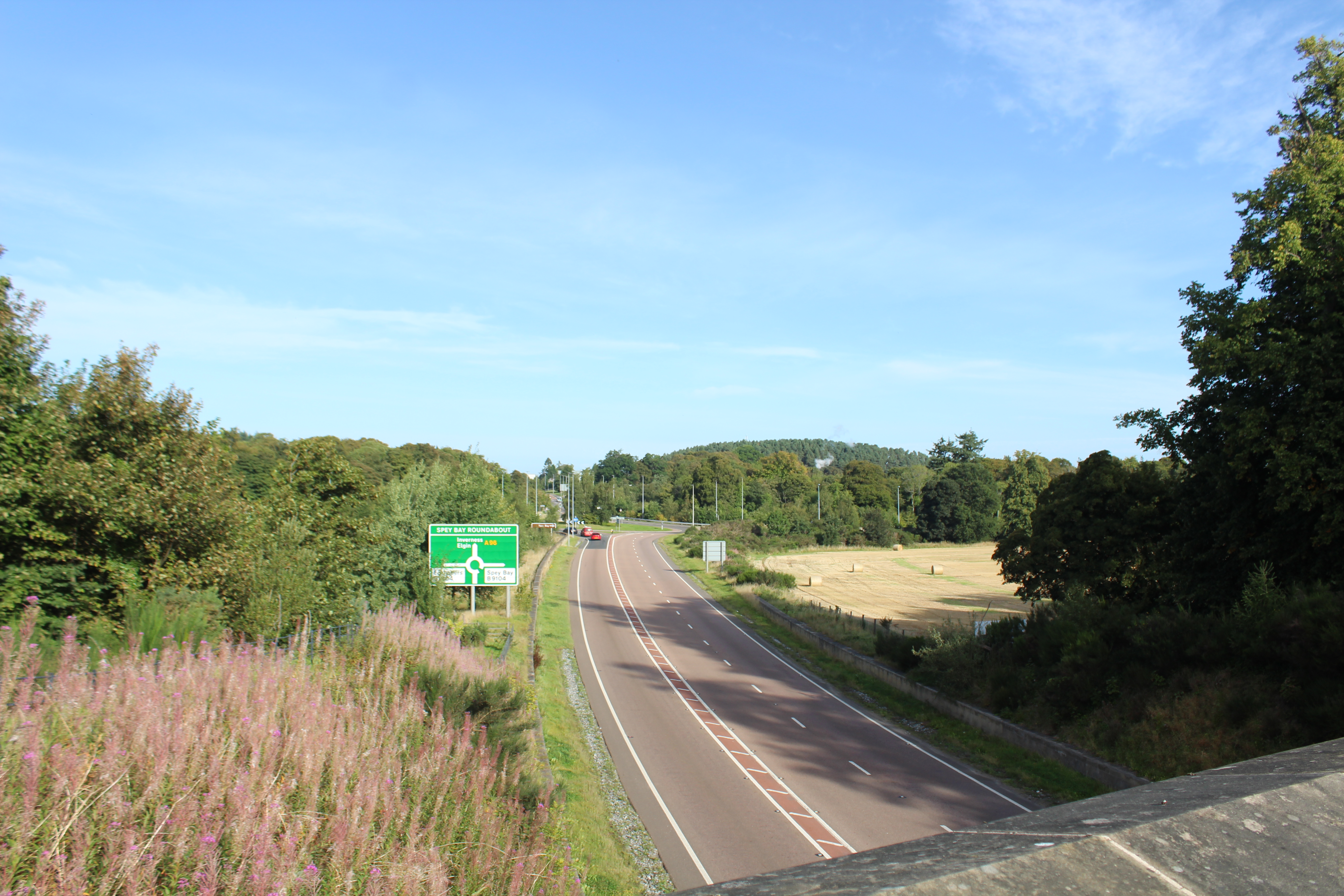
Contournement Fochabers A96 menant à Mosstodloch.

Depuis les années 1980, les habitants de Fochabers militaient pour un contournement de la route A96 qui passait par le village, seule route reliant directement Aberdeen à Inverness, et souffrait ainsi de sérieux problèmes de trafic. Les travaux de contournement pour Fochabers et le village voisin de Mosstodloch commencent le 2 février 2010 et finissent en janvier 2012, pour un coût de £31.5m. Le projet a été significativement délayé à cause de conflits sur la route proposée, et la découverte de vestiges néolithiques sur le site du contournement.

## Éducation
Il y a deux écoles à Fochabers : l'école primaire Milne (précédemment Institution Milne), et le lycée Milne, qui desservent approximativement 600 élèves de Fochabers et environs. L'école primaire Milne fut fondée conformément au testament d'Alexander Milne, utilisant l'argent qu'il avait laissé à cet effet.

## Personnalités
- John M. Caie (1878–1949) -- auteur de The Puddock ;
- Alexander Milne (1742–1838) -- entrepreneur et philanthrope américano-écossais ;
- William Marshall (1748–1833) -- compositeur écossais ;
- Arthur Robertson Cushny, (1866–1926) -- professeur de pharmacologie à l'université de Michigan, USA, Londres et Édimbourg. Pionnier de l'étude des fonctions rénales humaines ;
- George Chalmers (1742–1825) -- antiquaire et écrivan politique ;
- Ashley Mackintosh (1868–1937) -- bénéficiaire de l'Institution Milne, Professeur Regius de médecine à l'université d'Aberdeen. Physicien honoraire d'Écosse de George V ;
- Jane Maxwell (1748–1812) -- quatrième duchesse de Gordon ;
- Jean Christie -- cinquième duchesse de Gordon ;
- John Webster (1814–1890) -- horticulteur, jardinier en chef des ducs de Richmond et Gordon ;
- John Russell (1819–1893) -- peintre de natures mortes et de faunes et flores. Peintre principal de saumon du Spey de l'ère victorienne ;
- James Sivewright (1848–1916) -- pionnier en télégraphe et chemin de fer d'Afrique du Sud, politicien de la Colonie du Cap et membre du cabinet de Cecil Rhodes ;
- James Cantlie (1851–1926) -- cofondateur de la Société Royale de Médecine et d'Hygiène Tropicales ;
- William Mackenzie (1882–1947) -- banquier et pionnier de gisement d'or d'Afrique du Sud ;
- Fiona Mackenzie (1961-) -- chanteuse gaélique et médaillée d'or du Mod national